# Tetracampe africana
Tetracampe africana is een vliesvleugelig insect uit de familie Tetracampidae. De wetenschappelijke naam is voor het eerst geldig gepubliceerd in 1938 door Ferrière.